# Vương triều thứ Hai Mươi Tám của Ai Cập
Vương triều thứ Hai Mươi Tám của Ai Cập cổ đại (Vương triều thứ 28; 404 TCN - 398 TCN) là một triều đại cai trị trong lịch sử Ai Cập cổ đại, thuộc Thời kỳ Hậu nguyên. Thời kỳ này còn bao gồm các vương triều khác là Vương triều thứ 26 (672-525 TCN), thứ 27 (525–404 TCN), thứ 28 (404–398 TCN), thứ 29 (398–380 TCN), thứ 30 (380–343 TCN) và Vương triều thứ 31 (343–332 TCN).
Triều đại này kéo dài trong khoảng 5 năm và nó chỉ bao gồm một pharaon duy nhất là Amyrtaeus (Amenirdis), còn được gọi là Psamtik V hoặc Psammetichus V.

## Cai trị
Vương triều thứ Hai mươi tám chỉ có một pharaon cai trị là Amyrtaeus.
Không có di tích nào từ vương triều của vua Amyrtaeus đã được tìm thấy và ông được biết là đã trị vì trong 5 năm.
| Tên pharaon                        | Cartouche | Cai trị     | Tên Ngai | Ghi chú                           |
| ---------------------------------- | --------- | ----------- | -------- | --------------------------------- |
| Amyrtaeus/Psamtik V/Psammetichus V |           | 404-398 TCN |          | Người sáng lập Vương triều thứ 28 |